# Strategic Air Command & Aerospace Museum

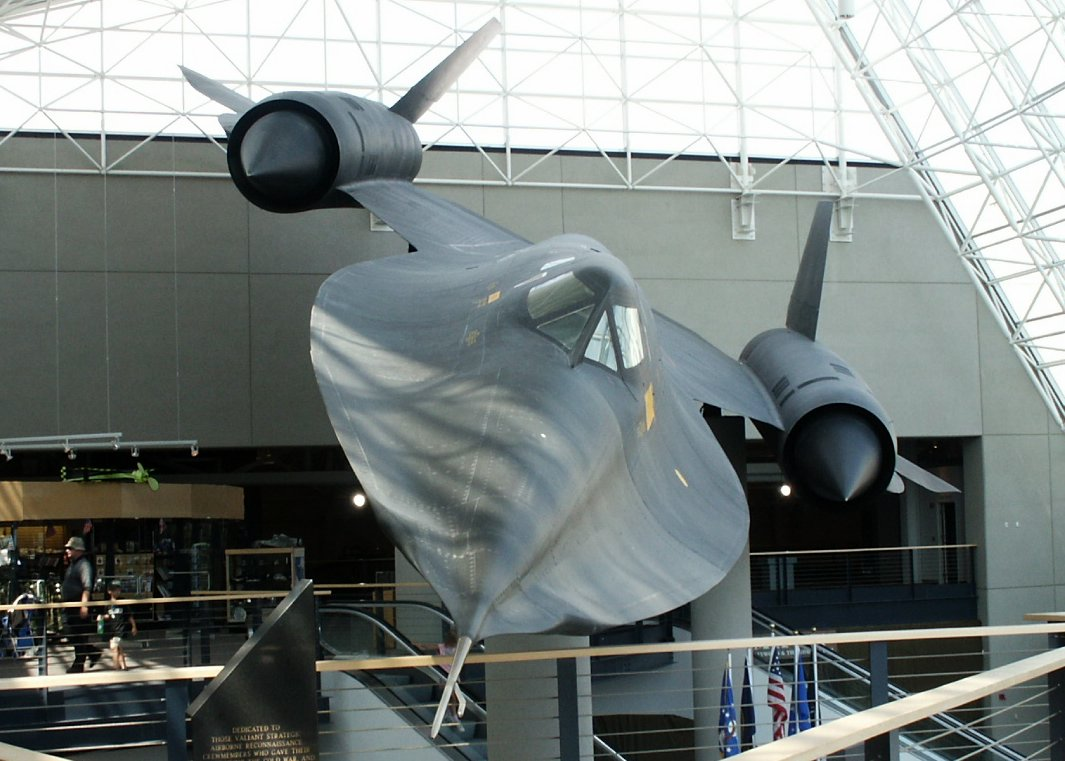
Blackbird im Strategic Air and Space Museum

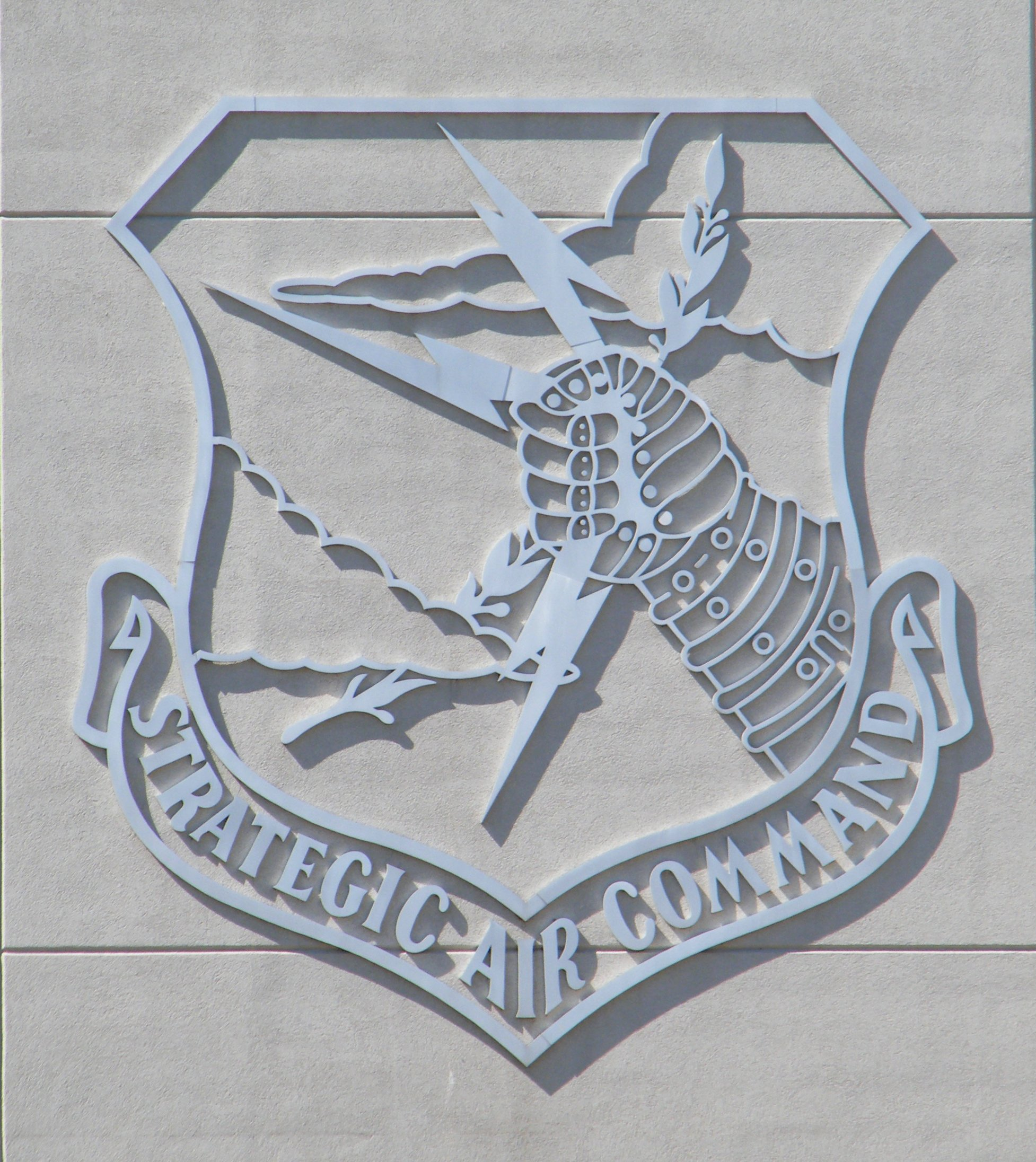
Logo des Strategic Air Command

Das Strategic Air and Space Museum ist ein Luftfahrtmuseum bei Ashland, Nebraska.

## Geschichte
Das Museum wurde 1959 als Strategic Aerospace Museum auf der Offutt Air Force Base gegründet, wurde aber bald in Strategic Air Command Museum umbenannt. Es dokumentierte als solches die Geschichte des Strategic Air Command und stellte viele der vom SAC geflogenen Flugzeuge aus. 1998 zog das SAC-Museum an den Ort, an dem es noch heute beheimatet ist, in einen 30 Millionen teuren, ca. 3000 m² großen Bau nahe Ashland, direkt an der Interstate 80. 2001 wurde der Name erneut gewechselt, seitdem heißt das Museum Strategic Air and Space Museum.
2015 erfolgte eine weitere Umbenennung zum Strategic Air Command & Aerospace Museum.

## Sammlung
In einem Atrium wird eine Lockheed SR-71 Blackbird gezeigt.
In zwei Hallen präsentiert das Museum außerdem Flugzeuge aus der Zeit des Zweiten Weltkrieges und des Kalten Krieges, darunter:
- Bomber
  - eine von vier noch existenten Convair B-36 Peacemaker
  - eine der zwei noch existenten Rockwell B-1A Lancer
  - eine Boeing B-47E Stratojet
  - eine Boeing B-52 Stratofortress
  - eine Convair B-58 Hustler

- Aufklärungsflugzeuge:
  - eine Lockheed U-2
  - eine Boeing EC-135
  - eine North American RB-45C Tornado

- Jagd-Flugzeuge:
  - eine von zwei produzierten McDonnell XF-85 Goblin
  - eine Republic F-84F Thunderstreak
  - eine McDonnell F-101 Voodoo
  - eine MiG-21 Fishbed mit Markierungen der nordvietnamesischen Luftwaffe

- Sonstiges:
  - Die Kommandokapsel von AS-201, dem ersten unbemannten Testflug des Apollo-Raumschiffs.
  - eine X-38

## Finanzierung
Das Museum ist eine private Non-Profit-Organisation, erhält also keine staatlichen Gelder. Zu über 70 % finanziert sich das Museum über Eintrittsgelder, Verkäufe im Museumsshop und Mitgliedsbeiträgen des Museumsclubs sowie der Vermietung des Museums für größere Veranstaltungen.